# Utopia (brano musicale Björk)
the first flute carved from the first fauna:

Utopia, it’s not elsewhere,

let's purify.»
(estratto dal testo di Utopia)
Utopia è un brano musicale appartenente all'album Utopia della cantante islandese Björk.

## Descrizione
La canzone descrive un posto immaginario, Utopia, con specie di uccelli mai visti o sentiti, paragonati a un flauto che per primo è stato "scolpito" dalla natura. La cantante poi afferma di avere ricevuto il compito dall'amante di proteggere la loro lanterna e di essere intenzionata alla luce.
Nel primo intermezzo, e soprattutto nell'ultima strofa, si specifica la necessità di «uscire da qui» e purificare l'aria dopo che è stata avvelenata da un "tumore tossico" che cresce sottoterra, forse ricollegandosi al tema del dolore per il divorzio, centrale nell'album precedente Vulnicura.
Nel secondo intermezzo viene inoltre specificato che Utopia non è altrove, ma nel posto in cui si trova la cantante.
In occasione del Björk Orkestral, serie di concerti del 2021 in cui ha celebrato la sua carriera, Björk ha affermato sulla canzone:

## Video musicale
Il videoclip della canzone, diretto da Warren Du Preez e Nick Thornton Jones, è stato pubblicato l'8 dicembre 2017 sul canale YouTube della cantante.
La scena del video si apre in un posto utopico dalle tonalità soffuse di rosa. Compaiono prima le flautiste - le stesse che hanno collaborato con Björk nella registrazione del brano - insieme a creature immaginarie come volatili e insetti e a piante fantastiche. Successivamente appare la stessa cantante, con il corpo di orchidea, adagiata a terra mentre si risveglia dal sonno e si alza per suonare il flauto insieme alle altre musiciste.
L'inquadratura infine insegue il volo di un piccolo uccello e mostra da lontano Utopia come un pianeta piatto, animato sopra e ghiacciato sotto.